# Raye Montague

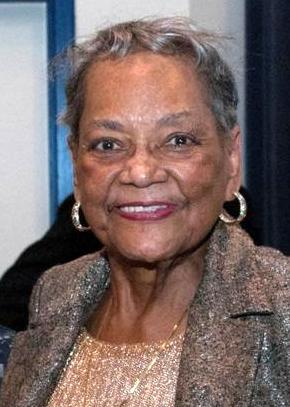
Raye Montague w 2017

Raye Jean Montague (ur. 21 stycznia 1935, zm. 10 października 2018) – amerykańska architektka okrętowa.  Jako pierwsza osoba używała programu komputerowego do zaprojektowania okrętu dla United States Navy (USN), była pierwszą kobietą na stanowisku kierowniczki programu projektowania okrętów (program manager of ships) w USN.

## Życiorys
Raye Jordan urodziła się 21 stycznia 1935 w Little Rock. W dzieciństwie była na wystawie objazdowej, na której pokazywano zdobyczny niemiecki okręt podwodny z okresu II wojny światowej, co zainspirowało ją do studiów inżynierskich. W 1952 ukończyła szkołę średnią, w 1956 ukończyła University of Arkansas at Pine Bluff jako Bachelor of Science w zakresie zarządzania (w tym czasie University of Arkansas nie przyjmował Afroamerykanów na studia inżynierskie).
W 1955 poślubiła Weldona A. Meansa, a rok później Davida H. Montague'a oraz w 1973 Jamesa Parrotta. W 1956 została zatrudniona przez USN jako maszynistka, pracowała jako cywilna pracowniczka USN przez 33 lata. Jako maszynistka pracowała w pobliżu komputera UNIVAC I obserwowała jego pracę. Korzystając z nieobecności innych operatorów samodzielnie nauczyła się obsługiwać komputer. Studiowała po godzinach, ucząc się programowania, stopniowo awansowała na stanowiska operatorki komputerowej (digital computer systems operator) i analityczki systemów komputerowych (computer systems analyst). Jako pierwsza osoba napisała program do komputerowego projektowania okrętów.
W latach 70. prowadzony przez nią departament otrzymał miesiąc na stworzenie komputerowych planów nowego typu okrętów. Modyfikując wcześniej istniejące już programy i system Montague stworzyła projekt w mniej niż 19 godzin. Za to dokonanie została odznaczona w 1972 Meritorious Civilian Service Award i uważana jest za pierwszą osobę, która użyła programu komputerowego do zaprojektowania nowego okrętu. W późniejszym czasie brała także udział w takich projektach jak okręty podwodne typu Seawolf i USS Dwight D. Eisenhower (CVN-69).
W ramach jej obowiązków przeprowadzała między innymi comiesięczne briefing Kolegium Połączonych Szefów Sztabów i wykładała w United States Naval Academy.
Odeszła na emeryturę w 1990 w cywilnym odpowiedniku stopnia kapitana. Po przejściu na emeryturę powróciła do Little Rock, gdzie działała w organizacjach społecznych. Miała jedną córkę i jedną wnuczkę.
Zmarła 10 października 2018.